# Chrysallactis aureorubra
Chrysallactis aureorubra là một loài bướm đêm thuộc phân họ Arctiinae, họ Erebidae.